# Strabeek (buurtschap)
Strabeek (Limburgs: Sjtraobaek) is een buurtschap (en tevens de hoofdstraat) in de gemeente Valkenburg aan de Geul in de Nederlandse provincie Limburg. Het ligt aan de weg tussen Houthem(-St. Gerlach) en Broekhem. Het wordt beschouwd als kern van Houthem, hoewel het niet aan het westelijk gelegen Houthem is vastgegroeid maar in het oosten aan Broekhem. Vroeger noemde men Strabeek ook wel Strabach, en er zijn nog een aantal alternatieve schrijfwijzen bekend. Strabeek is landelijk bekend als etappeplaats van het Pieterpad. De buurtschap is genoemd naar de Strabeek die vanuit het Ravensbosch richting de Geul stroomt.

## Geschiedenis
De oudste vermelding van Strabeek is uit 1331. De hoeve Strabeek is het stamhuis van het geslacht Strabach.
In het midden van de 19e eeuw bouwde Generaal A.P. de Ceva een kasteeltje in Strabeek, de tegenwoordige Geerlingshof. De bewoners van dit gebouw hadden destijds een treinhalte op verzoek aan de spoorlijn tussen Maastricht en Heerlen.

## Bezienswaardigheden
- Geerlingshof.
- Hoeve Strabeek, gelegen aan Broekhem 134, 136 en 138. Een complex van enkele 19e-eeuwse huizen en boerderijen, deels in mergelsteen.
- Heilige-Familiekapel, een wegkapelletje gewijd aan de Heilige Familie uit 1894.

## Natuur en landschap
Strabeek ligt in de vallei van de Geul op een hoogte van ongeveer 70 meter, tussen Houthem en de Valkenburgse buurtschap Broekhem. Ten noorden van Strabeek bevinden zich de hellingbossen Kloosterbosch en Ravensbosch. Ten zuidwesten van Strabeek ligt het natuurgebied Ingendael.

## Opmerking
Volgens de wijkindeling die de gemeente Valkenburg aan de Geul hanteert liggen zowel Geerlingshof als Hoeve Strabeek respectievelijk ruim 200 m en 100 m buiten de wijk Strabeek, en wel in de wijk Broekhem.

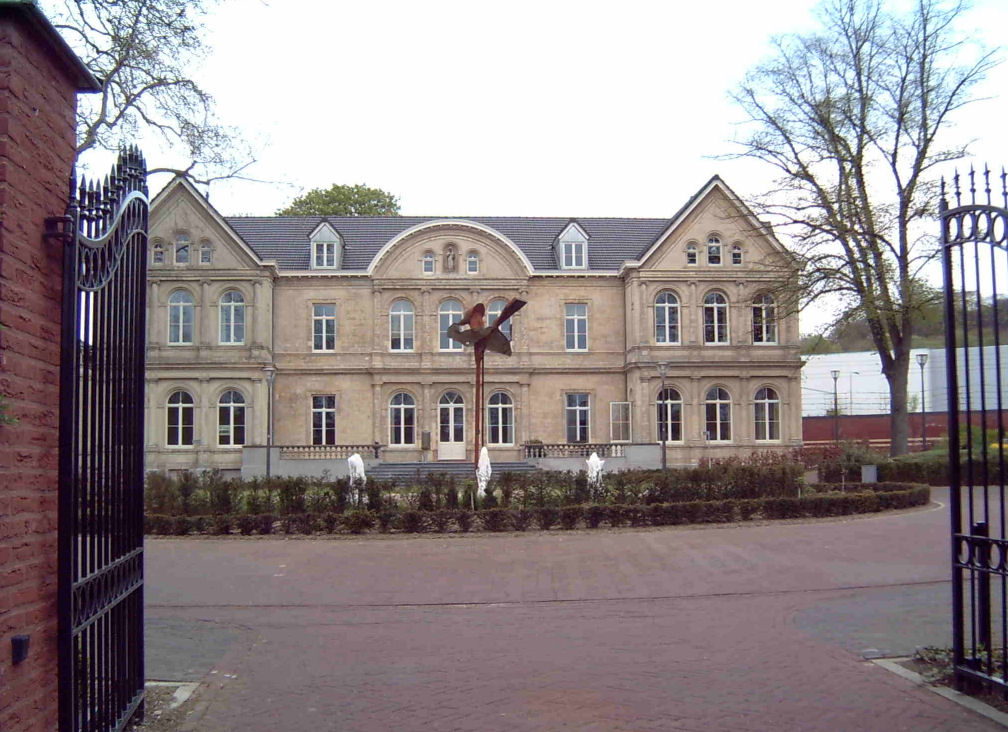
Geerlingshof
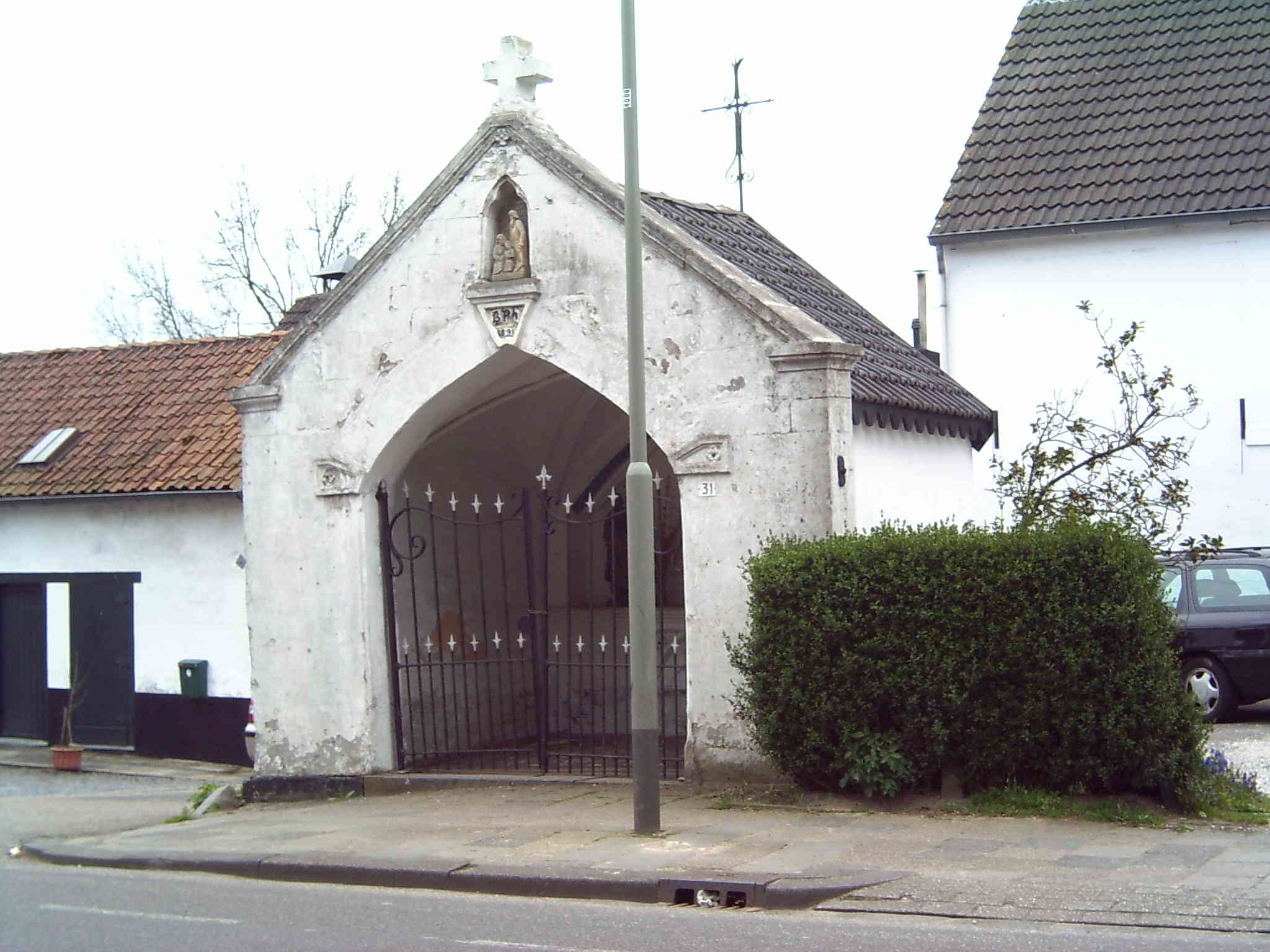
Wegkapelletje gewijd aan de Heilige Familie
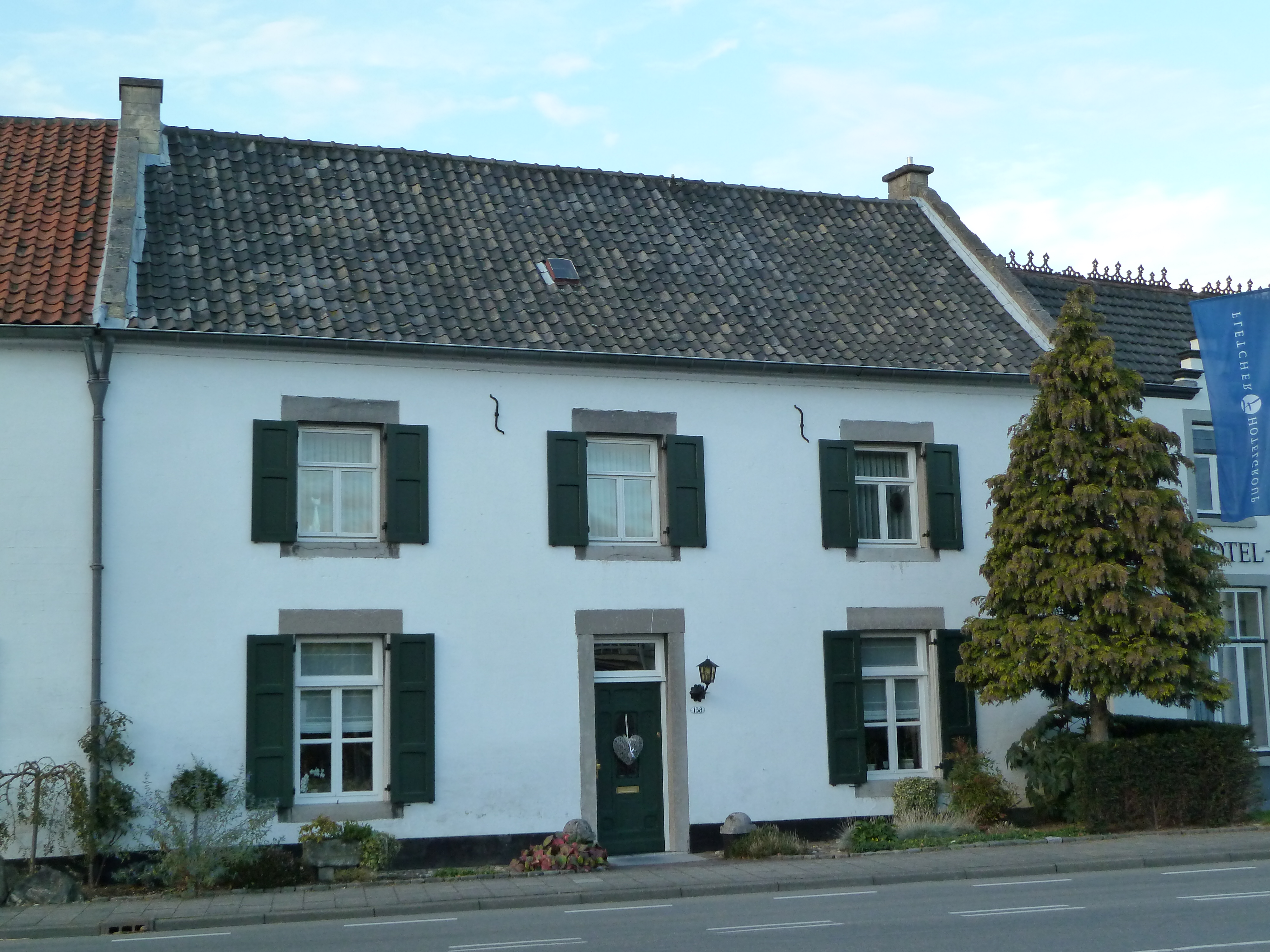
Onderdeel van Hoeve Strabeek

Dorpen: Berg · Broekhem · Houthem · Oud-Valkenburg · Schin op Geul · Sibbe · Valkenburg · Vilt

Gehuchten: Emmaberg · Engwegen · Geulhem · Heek · Heerstraat · IJzeren · Keutenberg · Neerhem · Plenkert · Schoonbron · Sint Gerlach · Strabeek · Strucht · Terblijt · Vroenhof · Walem

Limburg: Steden en dorpen      Nederland: Provincies · Gemeenten
Pieterburen · Winsum · Groningen · Zuidlaren ·  Rolde · Schoonloo ·  Sleen · Coevorden ·  Hardenberg · Ommen ·  Hellendoorn · Holten · Laren · Vorden ·  Zelhem · Braamt · Millingen aan de Rijn ·  Groesbeek · Gennep ·  Vierlingsbeek ·  Swolgen ·  Venlo ·  Swalmen ·  Montfort ·  Sittard · Strabeek · Sint-Pietersberg

Lange-afstand-wandelpad